# Boda församling, Västerås stift
Boda församling är en församling i Rättviks pastorat i Falu-Nedansiljans kontrakt i Västerås stift. Församlingen ligger i Rättviks kommun i Dalarnas län.

## Administrativ historik
Församlingen bildades 24 februari 1618 genom utbrytning ur Rättviks församling under namnet Ovanheds kapellförsamling som omkring 1850 namnändrades till det nuvarande.
Församlingen ingick till 1875 i pastorat med Rättviks församling för att därefter till 1989 utgöra ett eget pastorat. Från 1989 ingår församlingen åter i Rättviks pastorat som från 2014 även omfattar Ore församling.

## Kyrkor
- Boda kyrka